# Le Journal de Bridget Jones (film)
Cet article concerne le film. Pour le livre, voir Le Journal de Bridget Jones.
Série Bridget Jones
Bridget Jones : L'Âge de raison
(2004)
Pour plus de détails, voir Fiche technique et Distribution.
Le Journal de Bridget Jones (Bridget Jones’s Diary) est une comédie romantique britannico-franco-américaine réalisée par Sharon Maguire, sortie en 2001. Il s'agit d'une adaptation cinématographique du roman du même nom d'Helen Fielding, publié en 1996. Le film est un succès mondial, récoltant plus de 281,9 millions de dollars, pour un budget de 25 millions.
La bande originale contient le single It's Raining Men, interprété par Geri Halliwell, qui se classe également numéro 1 dans plusieurs pays tels que le Royaume-Uni, la Belgique, la France, l'Irlande, l'Italie, la Pologne et l'Écosse. C'est aussi la treizième meilleure vente de singles de l'année 2001 au niveau mondial.
Il est suivi de trois suites cinématographiques à succès Bridget Jones : L'Âge de raison en 2004, Bridget Jones Baby en 2016 et, enfin, Bridget Jones : Folle de lui en 2025. 
Actuellement, le film et sa bande originale sont considérés comme cultes,,,,,,, ,.

## Synopsis
Bridget (Renée Zellweger) est une trentenaire célibataire un peu enrobée, gaffeuse, qui fume comme un pompier, boit comme un trou et passe chaque année le nouvel an avec ses parents chez des amis. Elle travaille dans la maison d'édition Pemberley Publishing dirigée par Daniel Cleaver (Hugh Grant), dont elle pense être amoureuse.
Sa mère (Gemma Jones), une femme superficielle et égoïste, cherche à tout prix à marier Bridget et la critique sur son look, peu avenant selon elle. Le père de Bridget (Jim Broadbent) est affectueux mais dominé par son épouse. 
C'est le Jour de l'an qu'elle re-rencontre Mark Darcy (Colin Firth), un avocat brillant et un peu guindé. Après une conversation qui se passe très mal (Mark la traite de vieille fille alcoolique alors qu'il se croit hors de portée des oreilles de Bridget), cette dernière se rend compte qu'elle doit changer, sinon elle restera seule toute sa vie.
Elle achète donc son journal dans lequel elle écrit ses bonnes résolutions : perdre du poids, arrêter de fumer, arrêter de boire et trouver un homme qui lui corresponde. Elle parvient à ensuite séduire Daniel et entame avec lui une relation mais ignore les avertissements de Mark Darcy qui la met indirectement en garde contre Daniel : les deux hommes ont en effet un contentieux, et Daniel raconte à Bridget que Mark lui a chipé sa fiancée.
En découvrant un jour que Daniel la trompe, Bridget s'effondre. Alors qu'elle reprend pied, elle est invitée chez des amis, y rencontre à nouveau Mark (et sa petite amie, une avocate prétentieuse) et se retrouve la seule célibataire : elle est l'objet de réflexions moqueuses sur les trentenaires célibataires. Malgré tout, Mark avoue à Bridget qu'il l'aime bien, en dépit de ses défauts : Bridget est plus remuée qu'elle ne veut l'admettre.
Lorsqu'elle organise son repas d'anniversaire, Mark débarque à l'improviste et tous deux passent un bon moment en compagnie des amis de Bridget. Mais Daniel arrive à son tour et tente de reconquérir Bridget. Dépité, Mark provoque Daniel et ils se battent dans la rue au cours d'une scène mémorable. Bridget, déçue, repousse ses deux prétendants. Déprimée, elle refuse d'aller à une fête chez les parents de Mark mais une réflexion de sa mère l'informe que c'est Daniel qui a volé la femme de Mark et non le contraire. Voyant là l'occasion inespérée de tomber dans les bras de Mark, elle se précipite… pour entendre le père de Mark annoncer sa mutation professionnelle à New York et son mariage (Mark n'étant manifestement pas au courant). Bridget s'humilie publiquement en tentant de retenir maladroitement Mark et lui fait comprendre qu'elle aussi a des sentiments pour lui.
Rentrée chez elle, elle s'abandonne à l'alcool mais Mark débarque et lui annonce qu'il renonce à New-York : Bridget, folle de joie, se précipite dans sa chambre pour enfiler des sous-vêtements sexy. Pendant ce temps, Mark tombe sur le journal de Bridget et lit des passages peu flatteurs sur lui : il s'en va. Désespérée, elle lui court après, prenant juste le temps de passer un gilet sur ses sous-vêtements bien qu'il neige très fort, et le retrouve sortant d'une librairie où il vient de lui acheter un nouveau journal : ils tombent dans les bras l'un de l'autre.

## Fiche technique
- Titre original : Bridget Jones’s Diary
- Titre français et québécois : Le Journal de Bridget Jones
- Réalisation : Sharon Maguire
- Scénario : Helen Fielding, Andrew Davies et Richard Curtis, d'après le roman du même nom d'Helen Fielding
- Musique : Patrick Doyle
- Direction artistique : Paul Cross et David Warren
- Décors : Gemma Jackson
- Costumes : Rachael Fleming
- Photographie : Stuart Dryburgh
- Son : Nicolas Le Messurier, Richard Pryke, John Hayward
- Montage : Martin Walsh
- Production : Tim Bevan, Eric Fellner et Jonathan Cavendish

Production exécutive : Peter McAleese
Production déléguée : Helen Fielding
Coproduction : Debra Hayward et Liza Chasin
- Sociétés de production[15] :
  - Royaume-Uni : Working Title Films et Little Bird
  - États-Unis : avec la participation de Miramax Films et Universal Pictures
  - France : avec la participation de Studiocanal
- Sociétés de distribution :
  - Royaume-Uni : United International Pictures
  - États-Unis : Miramax
  - France : Mars Distribution
  - Canada : Alliance Atlantis Vivafilm et Alliance Atlantis
  - Belgique, Suisse : United International Pictures
- Budget : 25 millions de $[16]
- Pays d'origine :  Royaume-Uni,  France,  États-Unis
- Langue originale : anglais
- Format[17] : couleur (Technicolor) - 35 mm - 2,39:1 (Cinémascope) - son SDDS | Dolby Digital | DTS
- Genre : comédie, drame, romance
- Durée : 97 minutes
- Dates de sortie[18] :
  - Royaume-Uni : 4 avril 2001 (avant-première) ; 13 avril 2001 (sortie nationale)
  - États-Unis, Canada : 13 avril 2001
  - Belgique : 22 août 2001
  - France : 9 octobre 2001 (Festival des cinémas d'Irlande et de Grande-Bretagne de Cherbourg-en-Cotentin) ; 10 octobre 2001 (sortie nationale)
  - Suisse romande : 10 octobre 2001[19]
- Classification[20] :
  -  Royaume-Uni : Interdit aux moins de 15 ans (15 - Suitable only for 15 years and over)[21].
  -  États-Unis : Interdit aux moins de 17 ans (R – Restricted)[Note 1].
  -  France : Tous publics (visa d'exploitation no 103525 délivré le 1er octobre 2001)[22].

## Distribution
- Renée Zellweger (VF : Odile Cohen ; VQ : Julie Burroughs) : Bridget Jones
- Colin Firth (VF : Nicolas Lormeau ; VQ : Jean-Luc Montminy) : Mark Darcy
- Hugh Grant (VF : Thibault de Montalembert ; VQ : Daniel Picard) : Daniel Cleaver
- Jim Broadbent (VF : Claude Lévêque ; VQ : Hubert Gagnon) : Colin Jones, le père de Bridget.
- Gemma Jones (VF : Patricia Jeanneau ; VQ : Claudine Chatel) : Pamela Jones, la mère de Bridget.
- Celia Imrie (VF : Frédérique Cantrel) : Una Alconbury
- James Faulkner (VF : Patrick Préjean ; VQ : Jean-Marie Moncelet) : « Oncle » Geoffrey
- Shirley Henderson (VQ : Charlotte Bernard) : Jude, la meilleure amie de Bridget.
- James Callis (VQ : François Godin) : Tom, un ami de Bridget.
- Sally Phillips : Sharon « Shazza », une amie de Bridget.
- Embeth Davidtz : Natasha Glenville
- Lisa Barbuscia : Lara
- Charmian May (en) : Mme Darcy
- Paul Brooke (VF : Gérard Surugue ; VQ : André Montmorency) : M. Fitzherbert
- Patrick Barlow (en) (VF : Gabriel Le Doze) : Julian
- Felicity Montagu (en) (VQ : Johanne Léveillée) : Perpetua
- Neil Pearson (en) (VQ : Mario Desmarais) : Richard Finch
- Dolly Wells : Woney
- Salman Rushdie (VF : Patrick Paroux) : lui-même (caméo)

Version française dirigée par Hervé Icovic au studio Alter Ego, d'après une adaptation des dialogues de Sylvie Caurier.
 Source et légende : version française (VF) sur RS Doublage et version québécoise (VQ) sur Doublage QC.

## Bande originale
La bande originale contient le single It's Raining Men, interprété par Geri Halliwell.
La chanson débute à la première position du palmarès britannique et s'y maintient trois semaines. 155 000 copies sont vendues la première semaine et 80 000 la deuxième. Au total, 423 418 copies sont vendues en Grande-Bretagne, ce qui en fait le single le plus populaire d'Halliwell dans ce pays. Elle se classe également numéro 1 en Belgique, en France, en Irlande, en Italie, en Pologne et en Ecosse. En France, elle se vend à plus de 812 000 copies. C'est aussi la 13e meilleure vente de singles de l'année 2001 au niveau mondial.
Le vidéoclip de cette version s'inspire de la scène de l'audition du film Flashdance ainsi que du film Fame.

### Titres
Sauf indication contraire ou complémentaire, les informations mentionnées dans cette section proviennent du générique de fin de l'œuvre audiovisuelle présentée ici.
- Perry Como - Magic Moments
- Andy Williams - Can't Take My Eyes Off You
- Jamie O'Neal - All by Myself
- Aretha Franklin - Respect
- Badfinger - Without You (Interprété par Renée Zellweger)
- Aaron Soul (en) - Ring ring ring
- Pretenders - Don't Get Me Wrong
- Art of Noise - Peter Gunn
- Rosey - Love
- Marvin Gaye & Diana Ross - Stop, look, listen (to your heart)
- The Fifth Dimension - Up, up and away
- Dick Walter - Every bossa
- The Dramatics - Me and Mrs Jones
- Julie London - Fly me to the moon
- Chaka Khan - I'm Every Woman
- Sheryl Crow - Kiss that girl
- Van Morrison - Someone Like You (Aussi interprété par Dina Carroll)
- Artful Dodger et Craig David - Woman trouble
- Alisha's Attic - Pretender got my heart
- Shelby Lynne - Dreamsome
- Geri Halliwell - It's Raining Men
- Alan Moorhouse - Christmas green
- Diana Ross - Ain't No Mountain High Enough
- Gabrielle - Out of Reach
- Robbie Williams - Have You Met Miss Jones
- Robbie Williams - Not of this earth

## Accueil

### Accueil critique
Sur le site Rotten Tomatoes, il obtient la note de 6.9/10, basé sur 158 reviews. Quant au site Metacritic, il arrive à 66%.

### Box-Office
Le film est un succès mondial, récoltant plus de 281,9 millions de dollars, pour un budget de 25 millions.

## Autour du film

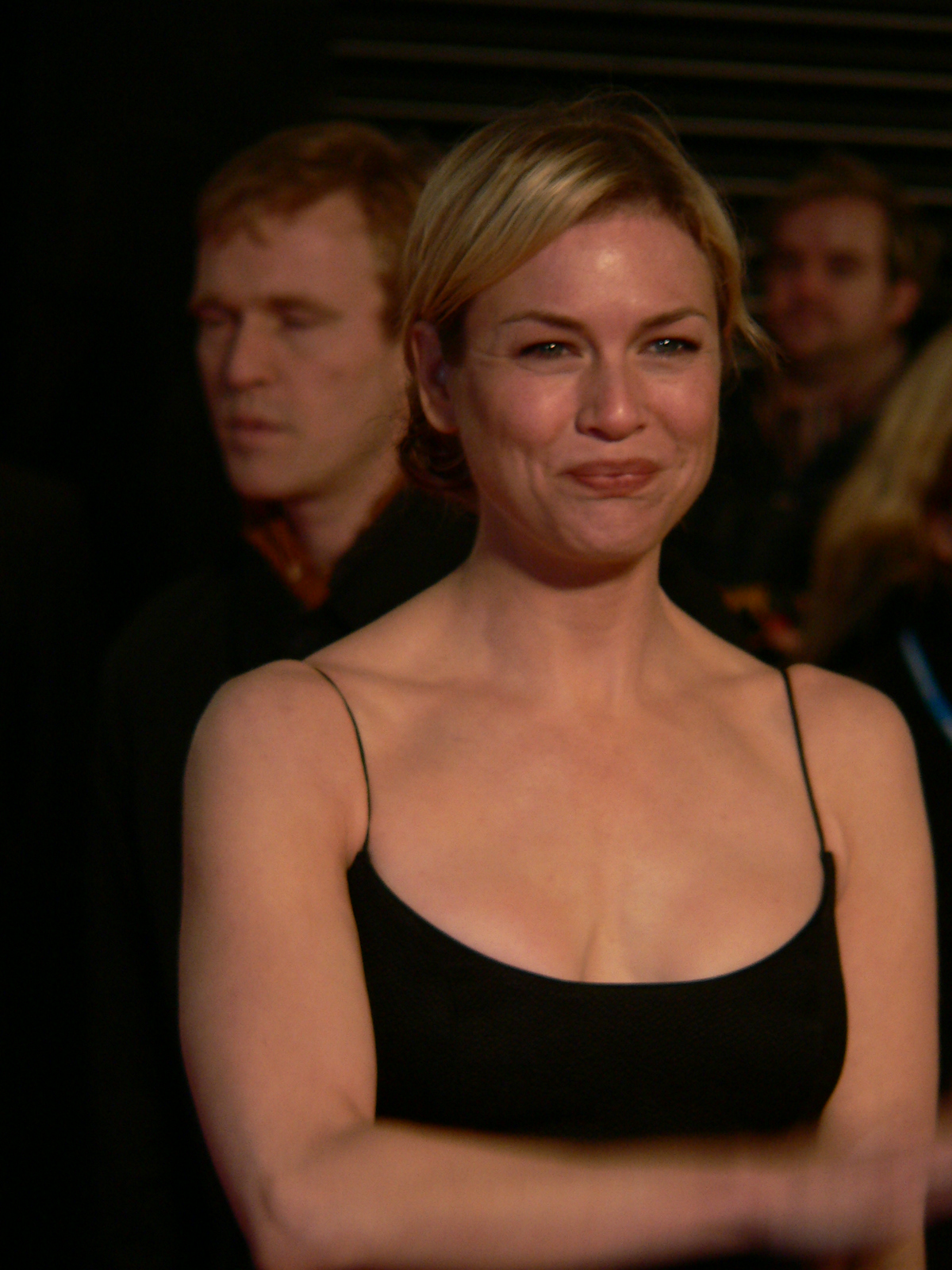
L'actrice principale Renée Zellweger, propulsée star de cinéma à la suite du succès du film.

- Une première suite est donnée au film en 2004 : Bridget Jones : L'Âge de raison (Bridget Jones : The Edge of Reason) de Beeban Kidron, toujours avec Renée Zellweger. Un troisième volet, nommé Bridget Jones Baby, est sorti en septembre 2016[30].
- Le film est assez librement adapté du roman éponyme car il emprunte aussi certaines situations au deuxième volume, L'Âge de Raison. Malgré tout, on parvient toujours à reconnaître l'œuvre littéraire qui a inspiré le roman à l'origine, à savoir Orgueil et Préjugés de Jane Austen, dont Bridget Jones est une adaptation moderne. C'est pourquoi le prince charmant s'appelle Mr Darcy dans les deux œuvres. À noter que la scène du lac, durant laquelle Daniel Cleaver tombe à l'eau et en ressort chemise blanche mouillée, est un clin d'œil à la scène de la plongée dans le lac présente dans l'adaptation de Orgueil et Préjugés dans laquelle Colin Firth jouait.
- Les noms de Colin Firth, le mémorable Darcy d’Orgueil et Préjugés, la série britannique de 1995 et d'Hugh Grant, qui joue Edward Ferrars dans le film d'Ang Lee, Raison et Sentiments, sorti la même année, sont tous deux évoqués dans le livre.
- La culotte couvrante portée par Renée Zellweger, signée par Hugh Grant, a été vendue aux enchères 2 000 livres sterling. Elle a d'ailleurs été l'origine d'un véritable raz-de-marée dans le monde de la lingerie féminine, les ventes pour ce type de produit augmentant de 17 % tandis que les ventes de string baissaient de 7%[31].

## Distinctions
Entre 2001 et 2002, Le Journal de Bridget Jones a été sélectionné 40 fois dans diverses catégories et a remporté 8 récompenses,.

### Distinctions 2001
| Festivals de cinéma                       | Catégorie / Récompense                                                                                   | Nommé(es) / Lauréat(es)                                              | Nommé(es) / Lauréat(es) |
| ----------------------------------------- | --- | -------------------------------------------------------------------- | ----------------------- |
| Écran d'or                                | Prix de l’Écran d'or                                                                                     | Écran d'or des films ayant totalisé 3 millions d'entrées en 18 mois. | Lauréat                 |
| Prix Bogey (Bogey Awards)                 | Prix Bogey.                                                                                              | Le Journal de Bridget Jones                                          | Lauréat                 |
| Prix de la comédie britannique            | Meilleur film de comédie                                                                                 | Le Journal de Bridget Jones                                          | Nomination              |
| Prix du cinéma européen                   | Prix du public du cinéma européen du Meilleur acteur européen                                            | Colin Firth                                                          | Lauréat                 |
| Prix du cinéma européen                   | Meilleur film européen                                                                                   | Tim Bevan, Eric Fellner et Jonathan Cavendish                        | Nomination              |
| Prix du jeune public                      | Meilleure alchimie                                                                                       | Hugh Grant et Renée Zellweger                                        | Nomination              |
| Prix du jeune public                      | Meilleure scène de combat                                                                                | Hugh Grant et Colin Firth                                            | Nomination              |
| Prix du jeune public                      | Meilleur film que vos parents ne voulaient pas que vous voyiez                                           | Le Journal de Bridget Jones                                          | Nomination              |
| Prix mondiaux de la bande originale       | Prix mondial de la bande originale de la Meilleure musique originale de l'année non publiée sur un album | Patrick Doyle                                                        | Lauréat                 |
| Prix Schmoes d'or (Golden Schmoes Awards) | Meilleure actrice de l'année                                                                             | Renée Zellweger                                                      | Nomination              |

### Distinctions 2002
| Festivals de cinéma                                                                             | Catégorie / Récompense                                                                          | Nommé(es) / Lauréat(es)                         | Nommé(es) / Lauréat(es) |
| ----------------------------------------------------------------------------------------------- | ----------------------------------------------------------------------------------------------- | ----------------------------------------------- | ----------------------- |
| Association des critiques de cinéma                                                             | Meilleure actrice                                                                               | Renée Zellweger                                 | Nomination              |
| Association des critiques de cinéma de Dallas-Fort Worth                                        | Meilleure actrice                                                                               | Renée Zellweger                                 | Nomination              |
| Cercle des critiques de cinéma de Londres                                                       | Prix ALFS du Scénariste britannique de l'année                                                  | Richard Curtis, Andrew Davies et Helen Fielding | Lauréat                 |
| Globes d'or,                                                                                    | Meilleure comédie ou comédie musicale                                                           | Le Journal de Bridget Jones                     | Nomination              |
| Globes d'or,                                                                                    | Meilleure actrice dans une comédie ou une comédie musicale                                      | Renée Zellweger                                 | Nomination              |
| Guilde des scénaristes d'Amérique                                                               | Meilleur scénario basé sur du matériel déjà produit ou publié                                   | Richard Curtis, Andrew Davies et Helen Fielding | Nomination              |
| Lions tchèques                                                                                  | Meilleur film en langue étrangère                                                               | Sharon Maguire                                  | Nomination              |
| MTV Movie Awards                                                                                | Meilleur baiser                                                                                 | Renée Zellweger et Colin Firth                  | Nomination              |
| Oscars du cinéma,                                                                               | Meilleure actrice                                                                               | Renée Zellweger                                 | Nomination              |
| Prix Amanda                                                                                     | Meilleur long métrage étranger                                                                  | Sharon Maguire                                  | Nomination              |
| Prix de la bande-annonce d'or                                                                   | Meilleure bande-annonce d’une comédie                                                           | Creative Partnership                            | Nomination              |
| Prix de la bande-annonce d'or                                                                   | Meilleure bande-annonce étrangère                                                               | Creative Partnership                            | Nomination              |
| Prix du cinéma britannique du Evening Standard                                                  | Prix du cinéma britannique du Evening Standard du Meilleur scénario                             | Richard Curtis, Andrew Davies et Helen Fielding | Lauréat                 |
| Prix du cinéma britannique du Evening Standard                                                  | Prix Peter Sellers de la comédie                                                                | Hugh Grant                                      | Lauréat                 |
| Prix Empire                                                                                     | Prix Empire du Meilleur film britannique                                                        | Le Journal de Bridget Jones                     | Lauréat                 |
| Prix Empire                                                                                     | Meilleure actrice                                                                               | Renée Zellweger                                 | Nomination              |
| Prix Empire                                                                                     | Meilleur acteur britannique                                                                     | Hugh Grant                                      | Nomination              |
| Prix Empire                                                                                     | Meilleur début                                                                                  | Sharon Maguire                                  | Nomination              |
| Prix Goya                                                                                       | Meilleur film européen (Royaume-Uni)                                                            | Sharon Maguire                                  | Nomination              |
| Prix Grammy                                                                                     | Meilleur album de bande sonore compilée pour un film, une télévision ou d'autres médias visuels | -                                               | Nomination              |
| Prix Satellites                                                                                 | Meilleure actrice dans un film musical ou une comédie                                           | Renée Zellweger                                 | Nomination              |
| Prix Satellites                                                                                 | Meilleur acteur dans un film musical ou une comédie                                             | Colin Firth                                     | Nomination              |
| Prix Satellites                                                                                 | Meilleur acteur de second rôle dans un film musical ou une comédie                              | Hugh Grant                                      | Nomination              |
| Prix Satellites                                                                                 | Meilleur film musical ou comédie                                                                | Le Journal de Bridget Jones                     | Nomination              |
| Prix Scripter USC (USC Scripter Award)                                                          | Nommé au Prix Scripter USC                                                                      | Helen Fielding, Andrew Davies, Richard Curtis   | Nomination              |
| Récompenses des arts du cinéma et de la télévision de la British Academy - Prix Alexander Korda | Nommé au Prix Alexander Korda du meilleur film britannique                                      | Tim Bevan, Eric Fellner et Jonathan Cavendish   | Nomination              |
| Récompenses des arts du cinéma et de la télévision de la British Academy,                       | Meilleur scénario adapté                                                                        | Helen Fielding, Andrew Davies, Richard Curtis   | Nomination              |
| Récompenses des arts du cinéma et de la télévision de la British Academy,                       | Meilleure actrice                                                                               | Renée Zellweger                                 | Nomination              |
| Récompenses des arts du cinéma et de la télévision de la British Academy,                       | Meilleur acteur                                                                                 | Colin Firth                                     | Nomination              |
| Syndicat des acteurs de cinéma et de télévision aux États-Unis                                  | Meilleure actrice dans un premier rôle                                                          | Renée Zellweger                                 | Nomination              |

## Statut de film culte
Actuellement, le film et sa bande originale sont considérés comme cultes,,,,,,,,.

## Suites
Il est suivi de trois suites cinématographiques à succès Bridget Jones : L'Âge de raison en 2004, Bridget Jones Baby en 2016  et, enfin, Bridget Jones : Folle de lui en 2025.